# Bethal
Bethal ist eine Stadt in der südafrikanischen Provinz Mpumalanga, die aus einer Farmsiedlung hervorging und heute zum Gemeindeverband Govan Mbeki Municipality gehört. Sie erlangte 1959 durch den sogenannten Kartoffelboykott überregionale Bekanntheit. Laut Volkszählung von 2011 hatte Bethal 60.779 Einwohner.

## Geographie
Die Stadt liegt an der Nationalstraße N17. Es existiert ein Eisenbahnanschluss.
Südlich des Zentrums liegen zwei kleine Townships mit den Namen Bethal und eMzinoni.
Die Landschaft in der Umgebung der Kleinstadt ist hügelig und durch Farmland geprägt. Die Region gehört zum Highveld. Hier gibt es ausgedehnte Kohlevorräte in permischen Ablagerungen der Karoo-Supergruppe.

## Geschichte
Die Siedlung Bethal wurde 1880 als Teil der größeren Farm Blesbokspruit gegründet. Der Name ist eine Wortkomposition, die von den Gründern und Eigentümern erschaffen wurde, in dem sie Teile der Vornamen ihrer Ehefrauen, die Schwestern waren, miteinander verbanden. Der Ortsname setzt sich demzufolge aus Elizabeth du Plooy und Alida Naude zusammen. Die landwirtschaftlich geprägte Farmansiedlung ist ein traditionelles Zentrum des Kartoffelanbaus.
Im Jahr 1910 errichtete man ein kleines Rathaus (Old Magistrate’s Office). Dieses heute noch erhaltene historische Gebäude beherbergt nun ein Museum, das Nomoya Masilela Museum.
Kartoffelboykott

Überregionale Bekanntheit erlangte der Ort ab dem Jahr 1959 durch den Kartoffelboykott (Bethal Potato Boycott). Die damalige Situation der überwiegend schwarzen Farmarbeiter führte zu einer ausgedehnten Aktivität von Gewerkschaftern und politischen Akteuren, um die unzumutbaren Arbeitsbedingungen auf den Farmen um Bethal zu thematisieren. Erwachsene und Kinder mussten bei allen Witterungsbedingungen mit bloßen Händen die Feldarbeiten verrichten. Die Art und Weise des Umgangs mit den Arbeitern führte zu mehreren Todesfällen. Die Farmarbeiter waren ganztägig mit Säcken bekleidet, in die Löcher geschnitten waren und mussten auf einem unbedeckten Zementfußboden mit solchen Säcken bedeckt schlafen.
Im Jahr 1946 waren durch die Arbeitsagentur Bethal’s Arbeidsvereeniging, ein Serviceunternehmen der Farmbetriebe, 40.000 Landarbeiter im damaligen Distrikt Bethal tätig. Sie stammten überwiegend aus dem Ausland, kamen aus dem benachbarten Südrhodesien sowie dem weiter nördlichen Njassaland und besaßen keine behördlichen Aufenthaltsbewilligungen. Die ausbeuterischen Arbeitsverhältnisse in der Landwirtschaft führten zu anhaltenden Konflikten mit den rechtlosen Arbeitsmigranten. Am 9. September 1949 berichtete die Regionalzeitung Bethal Echo's, dass der Justizminister Charles Robberts Swart ein hier errichtetes Privatgefängnis eröffnet hatte. In diesem Zusammenhang forderte der Minister die Farmer auf, weitere Privatgefängnisse für die Landarbeiter zu bauen; eine Idee seines Amtsvorgängers Harry Lawrence. Gefängnisse solcher Art wurden durch die Farmervereinigung erbaut und mit Personal der staatlichen Gefängnisbehörde (Prison Department) besetzt. Die Häftlinge verlieh die Behörde als Niedriglohnarbeiter an die Farmunternehmen der Region für ein Preis von neun Pence pro Tag. Nach diesem Muster arbeiteten 1949 etwa 38.000 Schwarze auf den Farmen. Die Fluchtrate der Betroffenen war entsprechend hoch.
Nach Recherchen des Antiapartheidaktivisten und anglikanischen Geistlichen Michael Scott und seinem im Juni 1947 in der Rand Daily Mail abgedruckten Bericht Near Slavery at Bethal (deutsch etwa: Bei der Sklaverei von Bethal) über diese Verhältnisse ordnete der damalige südafrikanische Justizminister Harry Lawrence eine Polizeiuntersuchung an, „...ob Arbeiter irgend eine Beschwerde über Misshandlungen, Angriffe oder die Einbehaltung von Löhnen hätten, und um alle Informationen über die nächtliche gewaltsame Verwahrung von Arbeitern in den Gefängnishöfen zu sammeln“. Im Verlauf weiterer Ermittlungen erhielten 65 Farmen im Bethal-Distrikt offiziellen Besuch und 1193 Schwarze wurden befragt. Diese amtlichen Aktivitäten dehnten sich auf weitere 55 Farmen Regionen um Ogies, Trichardtsdorp und Kriel aus, wobei weitere 2270 Farmarbeiter vernommen wurden. Die Verwaltung von Bethal meldete später an den Minister für Native Affairs eine Verbesserung der Arbeitsbedingungen und dass die Arbeiter zufrieden zu sein scheinen.
Die unzumutbaren Arbeits- und Lebensbedingungen waren an sich nicht unbekannt. In der erst 1945 erschienenen Studie von Edith Rheinallt Jones († 1934) über die sozioökonomischen Varianten der Farmarbeit in Transvaal verwies die Autorin auf das sogenannte share-farming unter neun praktizierten Beschäftigungsmodellen im Agrarsektor der Provinz.
Die bis dahin wenig beachteten Verhältnisse auf den Farmen wurden durch die intensive Berichterstattung seit 1947 in der Johannesburger Zeitung The Guardian (später New Age) und dem Magazin Drum überregional bekannt. Deren Redakteure referierten in zahlreichen Artikeln die sklavenartige Lage der dort beschäftigten Kartoffelfarmarbeiter sehr scharf.
Der Drum-Journalist Henry Nxumalo arbeitete dafür 1954 bis zu seiner Ermordung als verdeckter Ermittler. Der South African Congress of Trade Unions rief zum Boykott auf. Auf der Anti-Pass Conference von 1959 in Johannesburg entschlossen sich der ANC und andere Organisationen, den landesweiten Boykott ab dem 31. Mai zu unterstützen. Die Aktion war bis zum 26. Juni geplant. Maßgeblicher Organisator des Boykotts war der ortsansässige Aktivist Gert Sibande. Der Boykottverlauf erzeugte eine beträchtliche Wirkung in Südafrika.
Der Aufruf zum Boykott veranlasste eine große Zahl von inländischen Verbrauchern, vorübergehend auf den Genuss von Kartoffeln und Kartoffelprodukten zu verzichten. Im Verlauf der Kampagne häuften sich große Mengen an Kartoffeln in vielen Märkten Südafrikas oder verrotteten auf den Feldern. Solidarisch eingestellte Händler weigerten sich, größere Bestände zu lagern. Fish-and-Chips-Läden boten nur noch Fisch an, weil sich afrikanische Arbeiter weigerten, Kartoffeln zu essen. Viele Ladenbesitzer, die Kartoffeln weiterhin anboten, wurden gezwungen zu schließen, da sich Menschen vor ihren Läden aufstellten und den Zugang zu den Räumen verhinderten. Die Regierung versuchte in einer Desinformationskampagne mit Flugblättern Verwirrung zu stiften, konnte jedoch die Menschen mit ihrer Propaganda nicht beeinflussen. Im August 1959 war auf Plakaten der Spruch der Congress Alliance zu lesen: Potato boycott lifted. A victory for the people. A warning for the farmers (deutsch etwa: Der Kartoffelboykott ist aufgehoben: Ein Sieg für die Leute, eine Warnung für die Farmer).
Die Thematik des Kartoffelboykotts und das Leben Gert Sibandes bilden die Grundlage für das Musical Lion of the East (deutsch: Löwe des Ostens) von Mbongeni Ngema, das 2010 im The Playhouse Drama Theatre von Durban erstmals aufgeführt wurde.

## Wirtschaft
Der Erwerbsschwerpunkt liegt traditionell im Bereich der Landwirtschaft. Es werden Kartoffeln, Mais und Sonnenblumen angepflanzt. In Bethal befindet sich der Sitz der Eastern Transvaal Agricultural Co-op (auch bekannt als Transvaal Potato Co-op). Hier existieren große Silos für Mais und Sonnenblumenkerne mit einer Gesamtkapazität von 142.308 Tonnen und ein Maismühlenbetrieb. Der wichtigste Arbeitgeber ist die Oostelike Transvaalse Landbou Koöperatiewe Vereniging (OTK) of Bethal, deren Geschichte bis in das Jahr 1923 zurückgeht.
Im Umfeld des Ortes befinden sich ausgedehnte Steinkohlelagerstätten, das Highveld-Kohlenfeld (Highveld Coalfield). Sie sind bisher nur gering in Anspruch genommen worden, weil verschiedene natürliche Bedingungen, beispielsweise streichende Doleritgänge, den Abbau schwierig gestalten. Nur ein Flöz wurde als abbauwürdig eingeschätzt.

## Sehenswürdigkeiten
- das 1988 zum Nationaldenkmal erklärte Nomoya Masilela Museum (das ehemalige Bethal Museum) mit Sammlungsobjekten zur Regionalgeschichte, der Kork Pharmacy (1890) und zur Geschichte des Bethal Commando während des Burenkrieges (1899–1902)[22]
- National Potato Festival, das jährlich im Frühjahr ausgerichtet wird
- Denkmal für Burensoldaten, die bei einem Gefecht unweit der Siedlung ums Leben kamen, am Memorial Square
- die Rusticana Holstein Dairy Farm
- der Bau der Dutch Reformed Church in der Vermooten-Straße[23]

## Söhne und Töchter der Stadt
- Karen Botha (* 1967), Weitspringerin
- Josia Thugwane (* 1971), gewann als erster schwarzer Südafrikaner eine olympische Goldmedaille
- Llewellyn Herbert (* 1977), Hürdenläufer
- Sibusiso Mashiloane (* 1984), Jazzmusiker

## Weitere Persönlichkeiten
- Gert Sibande (1901–1987), Antiapartheidskämpfer, lebte lange in Bethal